# Gerbamont
Gerbamont là một xã, nằm ở tỉnh Vosges trong vùng Grand Est của Pháp. Xã này có diện tích 9,69 kilômét vuông, dân số năm 1999 là 310 người. Xã này nằm ở khu vực có độ cao trung bình 436 m trên mực nước biển.
Dân địa phương tiếng Pháp gọi là Gerbamontois.

## Biến động dân số
| Năm | 1962 | 1968 | 1975 | 1982 | 1990 | 1999 |
| --- | ---- | ---- | ---- | ---- | ---- | ---- |
| Dân số | 276  | 286  | 249  | 238  | 297  | 310  |
| From the year 1962 on: No double counting—residents of multiple communes (e.g. students and military personnel) are counted only once. |      |      |      |      |      |      |